# Hoofdingenieur
Een hoofdingenieur was 
- een ambtelijke rang binnen de overheid, die ontstaan is na de instelling van het Verenigd Koninkrijk der Nederlanden in 1815.
- in de 19e eeuw een functieaanduiding van het hoofd van een regionale eenheid (district) van de Nederlandse waterstaatsorganisatie.

## Beschrijving
In de periode vóór de instelling van het Koninkrijk der Nederlanden, toen het Nederlandse grondgebied deel uitmaakte van het Franse Keizerrijk, was de leider van een regionaal departement binnen de Service des Ponts et Chausées - de Franse organisatie die de waterstaatstaken uitvoerde - een ingenieur en chef. Toen Willem Frederik als Soeverein Vorst in 1814 aan het bewind was gekomen, werd bepaald dat de bestaande organisatie en de bestaande rangen als provisionele maatregel werden gehandhaafd. Zodra de nieuwe waterstaatsorganisatie werd ingevoerd, werd deze titel voor het Nederlandssprekend deel van het Verenigd Koninkrijk vertaald tot hoofdingenieur. In de zuidelijke, Franssprekende provincies bleef het ingenieur en chef. Na de Belgische Afscheiding bleef alleen de titel hoofdingenieur gehandhaafd.
In de loop van de 19e eeuw werd de rang ook in andere (technische) organisaties toegepast. In de loop van de tijd zijn er verschillende soorten hoofdingenieur ontstaan; in de 19e eeuw hoofdingenieur der 2e klasse en hoofdingenieur der 1e klasse; in de 20e eeuw hoofdingenieur A, hoofdingenieur voor bijzondere diensten en hoofdingenieur in algemene dienst. Als ambtelijke rang bleef de rang gehandhaafd tot 1984 toen met het Bezoldigingsbesluit Burgerlijke Rijksambtenaren 1984 (BBRA'84) alle rangbenamingen werden afgeschaft.
In de 19e eeuw was hoofdingenieur ook de aanduiding van de chef van een regionale eenheid - een district - van de Waterstaat als betrokkene de formele rang nog niet bezat. Er werd dan gesproken van fungerend hoofdingenieur. Vanaf 1 juli 1903 kreeg het hoofd van een regionale eenheid van de Rijkswaterstaat de titel hoofdingenieur-directeur.